# Bedřich Smetana
Bedřich Smetana ([ˈbɛdr̝ɪx ˈsmɛtana]ⓘ; n. 2 martie 1824, Litomyšl, Țările Coroanei Boeme, Imperiul Austriac – d. 12 mai 1884, Praga, Austro-Ungaria) a fost un compozitor și dirijor ceh. Este cunoscut pentru poemul simfonic Vltava (sau Die Moldau, după denumirea în germană a râului), al doilea dintr-un ciclu de șase pe care le-a intitulat Má vlast („Țara mea”), precum și pentru opera Mireasa vândută.